# Трифешти (Хореа)
Трифешти (рум. Trifești) насеље је у Румунији у округу Алба у општини Хореа. Oпштина се налази на надморској висини од 1129 m.

## Становништво
Према подацима из 2002. године у насељу је живело 105 становника, од којих су сви румунске националности.